# Культ (телесериал)
«Культ» (англ. Cult) — американский мистический сериал, премьера которого состоялась 19 февраля 2013 года на телеканале CW. В центре сюжета журналист и ассистент продюсера, которые расследуют мистические исчезновения людей, связанные с популярным телесериалом «Культ». 10 апреля 2013 года «Культ» был снят с эфира. Показ оставшихся шести серий возобновился 28 июня 2013 года и завершился 12 июля 2013 года.

## Сюжет
Журналист Джефф (Мэттью Дэвис) после исчезновения своего брата, явно связанного с телесериалом «Культ», решает отправиться на студию сериала, представившись журналистом. Там он встречает ассистентку продюсера телесериала «Культ», Скай (Джессика Лукас). Вместе они расследуют дело фанатов шоу, которые могут воссоздавать преступления, совершенные на экране.

## В ролях

### Главные герои
- Мэттью Дэвис — Джеффри Дин «Джефф» Сефтон, журналист.
- Джессика Лукас — Скай Ярроу, ассистент продюсера.
- Алона Тал — Марти Герритсен, актриса, играющая Келли Коллинз в телесериале «Культ».
- Роберт Неппер — Роджер Ривз, актёр, играющий Билли Гримма в телесериале «Культ».

### Второстепенные персонажи
- Мария Авгеропулос — Кирсти
- Кристиан Купер — Энди
- Эндрю Лидс — Кайл Сигал
- Стейси Фарбер — Эй Джей
- Бен Холлингсворт — Питер Грей

## Эпизоды
| №  | Название                                                             | Режиссёр       | Сценарист                                                  | Дата показа в США | Код серии | Зрители в США (миллионы) |
| -- | -------------------------------------------------------------------- | -------------- | ---------------------------------------------------------- | ----------------- | --------- | ------------------------ |
| 1  | «You're Next» «Ты следующий»                                         | Джейсон Энслер | Рокни С. O'Брэннон                                         | 19 февраля 2013   | 276055    | 0,94                     |
| 2  | «In the Blood» «В крови»                                             | Сэм Хилл       | Рокни С. O'Брэннон                                         | 26 февраля 2013   | 3X7702    | 0,82                     |
| 3  | «Being Billy» «Быть Билли»                                           | Джим Конвэй    | Меган Мартин                                               | 8 марта 2013      | 3X7703    | 0,68                     |
| 4  | «Get with the Program» «Добраться до программы»                      | Роб Харди      | Крэйг Гор и Тим Уолш                                       | 15 марта 2013     | 3X7704    | 0,72                     |
| 5  | «The Kiss» «Поцелуй»                                                 | Тим Хантер     | История: Дэвид Кэмпер Телесценарий: Линдси Джеветт Старман | 22 марта 2013     | 3X7705    | 0,73                     |
| 6  | «The Good Fight» «Хорошая драка»                                     | Марта Кулидж   | Меган Линн и Уэйд Соломон                                  | 29 марта 2013     | 3X7706    | 0,54                     |
| 7  | «Suffer the Children» «Страдают дети»                                | Нейтан Хоуп    | Меган Мартин                                               | 5 апреля 2013     | 3X7707    | 0,62                     |
| 8  | «The Devil You Know» «Знакомый вам дьявол»                           | Марита Грэбиак | Хэнс Тобисон                                               | 28 июня 2013      | 3X7708    | 0,51                     |
| 9  | «Off to See the Wizard» «Отправился увидеть мастера»                 | Томас Райт     | История: Крэйг Гор и Тим Уолш Телесценарий: Стивен Рэй     | 28 июня 2013      | 3X7709    | 0,44                     |
| 10 | «The Prophecy of St. Claire» «Пророчество святой Клэр»               | Мэтт Барбер    | Линдси Джеветт Старман                                     | 5 июля 2013       | 3X7710    | 0,62                     |
| 11 | «Flip the Script» «Переписать сценарий»                              | Лесли Либмэн   | Рокни С. O'Брэннон и Ханс Тобисон                          | 5 июля 2013       | 3X7711    | 0,43                     |
| 12 | «1987» «1987 год»                                                    | Аллан Крокер   | Ханс Тобисон                                               | 12 июля 2013      | 3X7712    | 0,54                     |
| 13 | «Executive Producer Steven Rae» «Исполнительный продюсер Стивен Рэй» | Нейтан Хоуп    | Рокни С. O'Брэннон                                         | 12 июля 2013      | 3X7713    | 0,40                     |

## Производство
«Культ», как первоначально предполагалось, должен был транслироваться на ныне несуществующей сети WB. Однако, когда сменил CW, руководители CW в то время отменили шоу, в котором должен был играть Мэттью Бомер. Однако в январе 2012 года пересмотренный вариант сериала был возрожден на CW. Телесериал был создан Рокни С. О’Бэннон, который также является исполнительным продюсером вместе с Джошем Шварцем, Стефани Сэвадж и Леном Гольдштейном и продюсерскими компаниями Warner Bros. Television и Fake Empire Productions.
Кастинг начался в феврале 2012 года, Джессика Лукас первой получила главную женскую роль Скай Ярроу, молодой помощницы продюсера, которая в команде с блогером расследуют дело поклонников популярного сериала «Культ». Алона Тал была следующей утверждена на роль Келли Коллинз в вымышленном сериале «Культ». Роберт Неппер сыграет роль Роджера Ривза, актера играющего роль Билли Гримма в шоу. Затем Мэттью Дэвис был утвержден на главную мужскую роль Джеффа Сефтона, журналиста, работающего со Скай. Эндрю Лидс исполнит роль Кайла Сигала, исполнительного продюсера сериала.
Пилотная серия была официально утверждена CW 11 мая 2012 года.

## Реакция критиков
Сериал получил в основном смешанные и негативные отзывы от критиков и потерпел провал в рейтингах.

### Рейтинги
Пилотный эпизод привлек менее миллиона зрителей и рейтинг 0,3 в категории 18-49, что стало наихудшим результатом для CW и всего телевидения в целом.